# Диоцез Хельсинки

Герб диоцеза Хельсинки

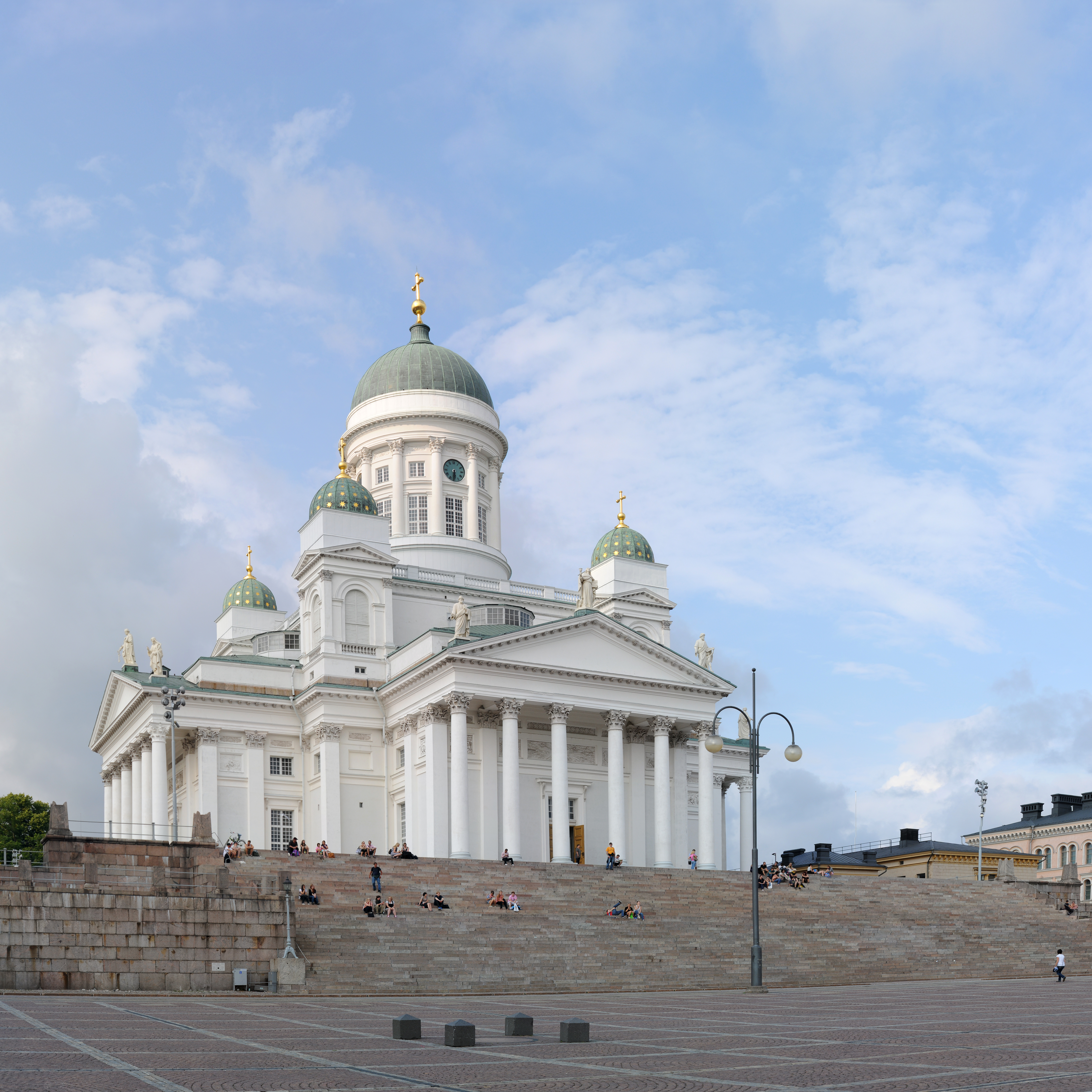
Кафедральный собор

Диоцез Хельсинки (фин. Helsingin evankelis-luterilainen hiippakunta, швед. Helsingfors stift) — один из девяти диоцезов Евангелическо-лютеранской церкви Финляндии, основанный в 1959 году. В состав диоцеза входят 33 прихода, объединённых в 6 пробств.

## История
После учреждения епархии кафедральным собором стал Собор Святого Николая, построенный по проекту Карла Людвига Энгеля в 1830—1852 годах в стиле классицизма.
Учрежден в 1959 году вследствие разделения диоцеза Тампере. В 2002 году часть диоцеза была передана вновь учреждённому диоцезу Эспоо.

## Епископы
- 1959—1964 — Мартти Симойоки
- 1964—1972 — Ааре Лауха[фин.]
- 1972—1982 — Аймо Николайнен[фин.]
- 1982—1991 — Самуэль Лехтонен[фин.]
- 1991—2010 — Ээро Хуовинен
- 2010—2017 — Ирья Аскола
- с 2017 года — Теэму Лааясало[1]